# Національний корпус
Національний корпус (також вживають термін «Нацкорпус») —  українська націоналістична політична партія, створена шляхом об'єднання громадського руху «Чесні справи» і Громадської організації «Патріот України» 14 жовтня 2016 року. Основою партії стали активісти ГО Цивільний Корпус «Азов», колишні військовослужбовці бригади «Азов», громадські активісти та члени українських ультрас-угруповань. Керівником партії є Андрій Білецький.

## Передумови
Одразу ж після звільнення з в'язниці, Андрій Білецький з побратимами створює «Чорний Корпус» — партизанський загін, який отримав назву «чорні чоловічки» та діяв із березня 2014 року переважно в Харкові та Харківській області. На базі цього загону, в травні 2014 було створено батальйон, який восени того ж року був переформований на полк «Азов». У 2015 році, під час Широкінської операції стало зрозуміло про необхідність громадської та волонтерської структури в тилу. Такою структурою став Цивільний корпус «Азов», на базі якого згодом було створено політичну партію Національний корпус.

## Історія
Починаючи з 1991 року, в Україні діяла партія під назвою Соціал-Націоналістична партія України (СНПУ). Офіційна реєстрація партії Міністерством юстиції відбулася 16 жовтня 1995-го. У 1996 році при СНПУ було сформовано молодіжну структуру під назвою Товариство сприяння Збройним Силам та Військово-Морському Флоту України "Патріот України". 
До 2000 року діяльність "Патріота України" поступово згасає. Разом з тим, змінюється і напрям Соціал-націоналістичної партії України. 14 лютого 2004 року на з'їзді партії було прийнято рішення про зміну назви та символіки. З того часу партія носить назву ВО "Свобода", а "Патріот України", створений при СНПУ, припинив свою діяльність.
Група харківських активістів, не згодних із новим курсом партії, відродили "Патріот України" уже в новому форматі у 2005 році. 17 січня 2006-го «Патріот» було офіційно зареєстровано в Харківському обласному управлінні юстиції як громадську організацію. Керівництво нового й єдиного «Патріоту України» позиціонувало себе як Головний Провід незалежної організації, без прив'язку до будь-якої партії. Лідером новоствореної структури став Андрій Білецький.
Організація поступово набирала сил, розширюючи мережу своїх осередків по Україні, вирізняючись з-поміж інших організацій того часу. Мережа налічувала десятки невеликих осередків ентузіастів, формувала молодіжні і профспілкові структури у містах. 8 листопада 2008 р. у м. Києві проведено нараду керівників Українських нових правих соціал-націоналістичних організацій, прийнято рішення про утворення єдиної соціал-націоналістичної сили — Соціал-Національної Асамблеї, яка організаційно об'єднала 4 соціал-націоналістичні організації («Патріот України», НД «РіД», ЧПР «Українська Альтернатива», ГО «СіЧ»). УНТП, Свято-Андріївський козацький курінь та ГО «Тверезий Київ» заявили про своє союзницьке відношення до СНА. З метою гучної заяви про свою появу на політичній арені, 18 жовтня 2008 року «Патріот України» виступив організатором маршу на честь УПА, який закінчився жорсткими сутичками з міліцією у центрі Києва. Було затримано понад 100 учасників акції.
З 2011 року силові структури України розпочали активно переслідувати учасників громадської організації. Андрій Білецький потрапляє за ґрати, частина організаційного керівництва також опиняється на лавах підсудних. Активісти "Патріота України" стають фігурантами однієї з найрезонансніших тогочасних справ - справи Васильківських терористів. Учасники організації, які залишилися на волі, змушені були перейти у підпілля. З початком Революції гідності стали її активними учасниками, зокрема чи не найгучніше проявили себе у подіях 1 грудня на вулиці Банковій.
Після перемоги Революції, весь провід організації було звільнено за законом про амністію, як політичних в'язнів. На той момент російські війська уже почали окупацію Криму, а на східних теренах України активізувалися сепаратисти. З метою протистояння проросійським силам у першу чергу у Харкові, Андрій Білецький формує так званий "Чорний корпус", який згодом став  батальйоном "Азов". Після початку активних бойових дій стало зрозуміло про необхідність створення азовської цивільної волонтерської структури. Так у 2015 році з'явився Цивільний корпус "Азов", який і став основою для майбутньої партії.
Установчий з'їзд вже новоствореної партії відбувся 14 жовтня 2016 в Києві, на якому вже зареєстрована у Міністерстві юстиції політична партія «Патріот України» була перейменована на «Національний корпус». Також були прийняті новий статут та програма. Лідером новоутвореної партії делегати одноголосно обрали провідника Азовського руху Андрія Білецького, його першим заступником став керівник штабу ЦК «Азов» Назарій Миколайович Кравченко. Разом з цим, згідно з указом Центрального штабу Азовського руху, Цивільний корпус «Азов» припинив існування 1 січня 2017 року, офіційно перетворившись у «Національний корпус».
У лавах партії багато тих, хто пройшов російсько-українську війну (зокрема у складі полку Нацгвардії «Азов») чи допомагав війську у якості волонтерів, проте членами партії можуть бути лише колишні бійці після закінчення контракту.
Частина членів «Національного корпусу» увійшли до організації «Гонор».

## Ідеологія
Ідеологія Національного корпусу ґрунтується на праці Миколи Сціборського під назвою «Націократія», а також на ідеях Дмитра Донцова, Ярослава Стецька та Юрія Липи. Основними ідеями «націократії» є надкласовість та антипартійність (вважають, що усі суспільні верстви населення мусять об'єднуватися навколо спільної ідеї і праці заради майбутнього, а не конфліктувати на підґрунті статусу чи класу), особиста відповідальність керівників всіх рівнів, якісна суспільна ієрархія та децентралізація і самоврядність населення на місцях. Держава представниками Національного корпусу трактується як найоптимальніша форма існування нації. Таким чином, можна сказати, що окрім основних постулатів націократії, Національний корпус опирається і на принципи меритократизму.
Були заявлені альтернативні шляхи розвитку міжнародних відносин, зокрема орієнтація на співробітництво з країнами Балто-Чорноморської осі (та створення Інтермаріуму (Балто-Чорноморського союзу), який мусить стати альтернативою як Митному Союзу, так і ЄС. З цією метою Національний корпус налагоджує відносини з усіма державами Східної Європи та Балтії, займається організацією конференцій з питань створення нового альтернативного союзу. Зокрема, на III Конференції Інтермаріуму, яка проходила в Києві 13 жовтня 2018 року, було представлено перші результати спільної діяльності в цьому напрямі.

## Діяльність
З 14 жовтня 2016 року партія розпочала активну діяльність, зокрема створення осередків не лише в обласних, але і в районних центрах. Активісти партії активно долучилися до створення ряду громадських проєктів та ініціатив:
- «Юнацький корпус», яким було створено мережу дитячих таборів — «Азовець», «Джура», «Північний Корпус», «Буковинець», «Дніпрянин», «Карпатія», «Січовик», «Слобожанин»);
- Спортивний корпус з розгалуженою системою власних спортзалів у містах України;
- літературний клуб «Пломінь», кіноклуб "Evropa" та цілий ряд інших культурницьких проектів;

Крім цього членами партії було створено видавництво «Орієнтир», яке видає книги націоналістичного та філософського спрямування, з метою популяризації правих ідей серед широких верств населення.
Активісти Національного Корпусу були і серед засновників Національних дружин, які згодом були переформатовані в ГО "Centuria".
Також було створено донорський проєкт «Одна кров», який активно розвивається у багатьох містах України. Кожен охочий може стати донором крові у найближчому медичному центрі, порятувавши чиєсь життя.
Велика увага приділяється також притаманній зеленим зоозахисній та екологічній діяльності, в тому числі через популяризацію акції «Цирк без тварин». З цією метою партія створила окремий підрозділ в своїй структурі, під назвою «Екологічний корпус».
Також спільно з партією діє об'єднання ветеранів: «Ветеранське братерство», яке займається реабілітацією та боротьбою за гідні права ветеранів АТО. Ветерани війни, які стали партійцями Національного корпусу, сформували ветеранські об'єднання у всіх областях України.
З 23 травня 2017 року «Національний корпус» розпочав всеукраїнську кампанію «Пам'ять нації» з метою вшанування загиблих героїв російсько-української війни. По всій Україні розпочали встановлювати пам'ятні хрести. Начальник штабу осередку партії в Дніпропетровській області Денис Котенко пояснив символізм пам'ятника тим, що «козацький хрест і рунічний тризуб на честь полеглих бійців — символ нерозривного зв'язку між минулими і сучасними поколіннями борців за Україну».

### Протести перед виборами президента України 2019 року
У березні 2019 після журналістського розслідування Bihus.info про розкрадання в Укроборонпромі Гладковським та іншими, Нацкорпус із Національними дружинами почали акцію «Свинарчуків за ґрати» (за колишнім прізвищем Гладковського). За словами речника нацкорпусу Алфьорова «Свинарчуки — це не конкретна особистість, а загальна назва подібних чиновників».
9 березня 2019 р. НК спробував пройти до Адміністрації Президента, але поліція, що стояла там кордоном, почала бити людей та використовувати сльозогінний газ. Того ж дня, активісти прийшли на мітинг Порошенка у Черкасах, щоб поставити питання про дії щодо Свинарчуків, але почалось заворушення і сутички з поліціянтами. Наступного дня було заарештовано голову Черкаського осередку НК Дмитра Кухарчука та голову НК в Черкасах Антона Братка, а також ще п'ятьох активістів, яких згодом випустили. Активісти стверджують, що їх били і забрали особисті речі, а арешт було проведено з порушеннями. Так, під час арешту Кухарчуку вибили вікно в машині та вивихнули плече, того ж дня в нього без слідчих та понятих було проведено обшук вдома. Згодом суд призначив Кухарчуку цілодобовий домашній арешт на 60 діб, а Братку — нічний домашній арешт на два тижні. Після цього активісти НК постійно почали з'являтися на мітингах Порошенка з тією самою метою — запитати про його дії відносно Свинарчуків.
16 березня 2019 року Національний Корпус провів так званий «День Гніву» на Майдані Незалежності, який згодом перейшов на Банкову, де активісти НК кидали в поліцейських іграшковими свинями. Кількість учасників акції сягнула 10 тис. осіб. Того ж дня в Полтаві, під час виступу Порошенка, спецпідрозділом «ТОР» було побито й затримано активістів нацдружин, які отримали ушкодження. Увечері активісти прийшли під Полтавське обласне управління поліції і поставили запитання начальнику Управління щодо цих подій. Той, своєю чергою, вибачився за дії своїх співробітників і розповів, що ініціював службове розслідування відносно їх дій.
19 березня 2019 р. подібні події сталися в Івано-Франківську, де під час мітингу Петра Порошенка на активістів Національного Корпусу було здійснено напад представників поліції та невідомих осіб, так званих «тітушок».

### Протести протиЗеленського
«Національний корпус» взяв участь в акціях протесту «Ні капітуляції!» 2019 року. 1 жовтня на засіданні Тристоронньої контактної групи в Мінську було домовлено про початок розведення сил і засобів біля Петрівського та Золотого. У жовтні 2019 року розпочалася акція "Останній блокпост" у прифронтовому містечку Золоте, куди прибули ветерани "Азову" з метою недопуску початку розведення військ.
Наприкінці 2019 року партія разом із аграріями почала протестувати проти відкриття ринку землі та земельної реформи. Під час однієї з акцій 17 грудня почалась бійка між протестувальниками та поліцією; протестувальники кидали каміння, поліція застосувала кийки та сльозогінний газ. Андрій Білецький оголосив акції безстроковими.
12 березня 2020 року активісти «Національного корпусу» та ветерани «Азову» зірвали прес-конференцію «Національної платформи примирення та єднання» та вигнали її організатора Сергія Сивохо із зали. Внаслідок цього відкрилась судова справа проти декількох діячів організації.

### Сутички з проросійськими силами
Наприкінці червня 2020 року у представників «Нацкорпусу» відбулось декілька сутичок з прихильниками проросійської Партії Шарія. Метою Національного корпусу було визначено повне припинення діяльності мережі проросійських партій по Україні. Активісти звинувачували владу та силові структури у бездіяльності. Національний корпус розпочав активну кампанію проти Віктора Медведчука, мережі його силових активістів і бізнесових та медійних ресурсів. Так, 27 серпня 2020 року на дорозі поблизу Харкова було скоєно напад на автобус, який перевозив тітушок Іллі Киви, котрі входили до структури силового крила Медведчука. Також у цей момент по всій країні почалися акції проти бізнесу, який пов'язували із персоною Віктора Медведчука. Взимку протистояння сягнуло нового рівня: представники Нацкорпусу активно блокували бази підготовки проросійських тітушок, вступали у фізичні сутички із опонентами в ході блокади медійних каналів, котрі належали проросійському політику. У травні 2021 року у активістів Нацкорпусу та проросійським силовим крилом Медведчука неодноразово ставалися сутички, зокрема в ході судів над самим проросійським лідером.

### Кампанія "Не панікуй! Готуйся!"
У 2021 році активісти партії розпочали кампанію, яка мала на меті підготувати цивільне населення до можливого вторгнення з боку РФ. Проводилися вишколи із військової тактики, застосування зброї та тактичної медицини.

## Скандали
10 травня 2020 року Назарій Кравченко — колишній перший заступник голови партії — у своєму Facebook розпочав повідомляти про «злочини, які він робив в Національному корпусі за наказом лідера партії Андрія Білецького», зокрема розкрив схему фінансування партії, повідомивши, що гроші на рахунки вносили активісти партії, отримавши їх, перед цим, у касі партії.

## Представники Вищої Ради партії
- Андрій Білецький (керівник);
- Микола Кравченко (заступник голови партії)
- Родіон Кудряшов (керівник центрального штабу партії)
- Олександр Алфьоров
- Степан Головко
- Олександр Дроздов
- Віктор Чесак
- Максим Зайченко
- Дмитро Кухарчук
- Степан Віняр
- Сергій Сивачук
- Дмитро Дорошенко[38]

## Символіка

Прапор партії.
Прапор партії (обернений).
Логотип «Національного корпусу» — рунічний тризуб.